# Cynanthus latirostris
El colibrí piquiancho, colibrí pico ancho o colibrí de pico ancho (Cynanthus latirostris) es una especie de ave apodiforme de la familia Trochilidae —los colibríes— perteneciente al género Cynanthus. Es nativo del sur de América del Norte.

## Distribución y hábitat
Anida desde el extremo suroeste de Estados Unidos hacia el sur hasta el centro sur de México. En Estados Unidos se reproduce en las montañas del este de Arizona, extremo suroeste de Nuevo México y raramente en el suroeste de Texas. En México se distribuyen en casi todos los estados del país (excepto en el sureste: Campeche, Quintana Roo, Tabasco y Yucatán), en las zonas de cordilleras. Es un ave residente en toda el área de reproducción excepto en Estados Unidos, norte de Sonora y Nuevo León. Durante el invierno boreal las poblaciones del norte se desplazan hacia el sur hasta el norte de Guerrero.
Los hábitats preferenciales de esta especie son principalmente los paisajes áridos, incluidos los bosques espinosos, pero también en bosques caducifolios tropicales y bosques en galería. Entre el nivel del mar y los 2100 m de altitud.

## Descripción y alimentación
Es pequeño, mide unos 10 cm de longitud y unos 12 cm de envergadura; su peso oscila entre los 3 y 4 g. En su plumaje adulto predomina el verde metálico. Su pico es característico, tanto por su peculiar forma como por su color rojo. Las hembras tienen los colores mucho más apagados que los machos. Se alimentan de néctar de flores, de plantas y árboles así como de insectos que atrapan en vuelo.

## Sistemática

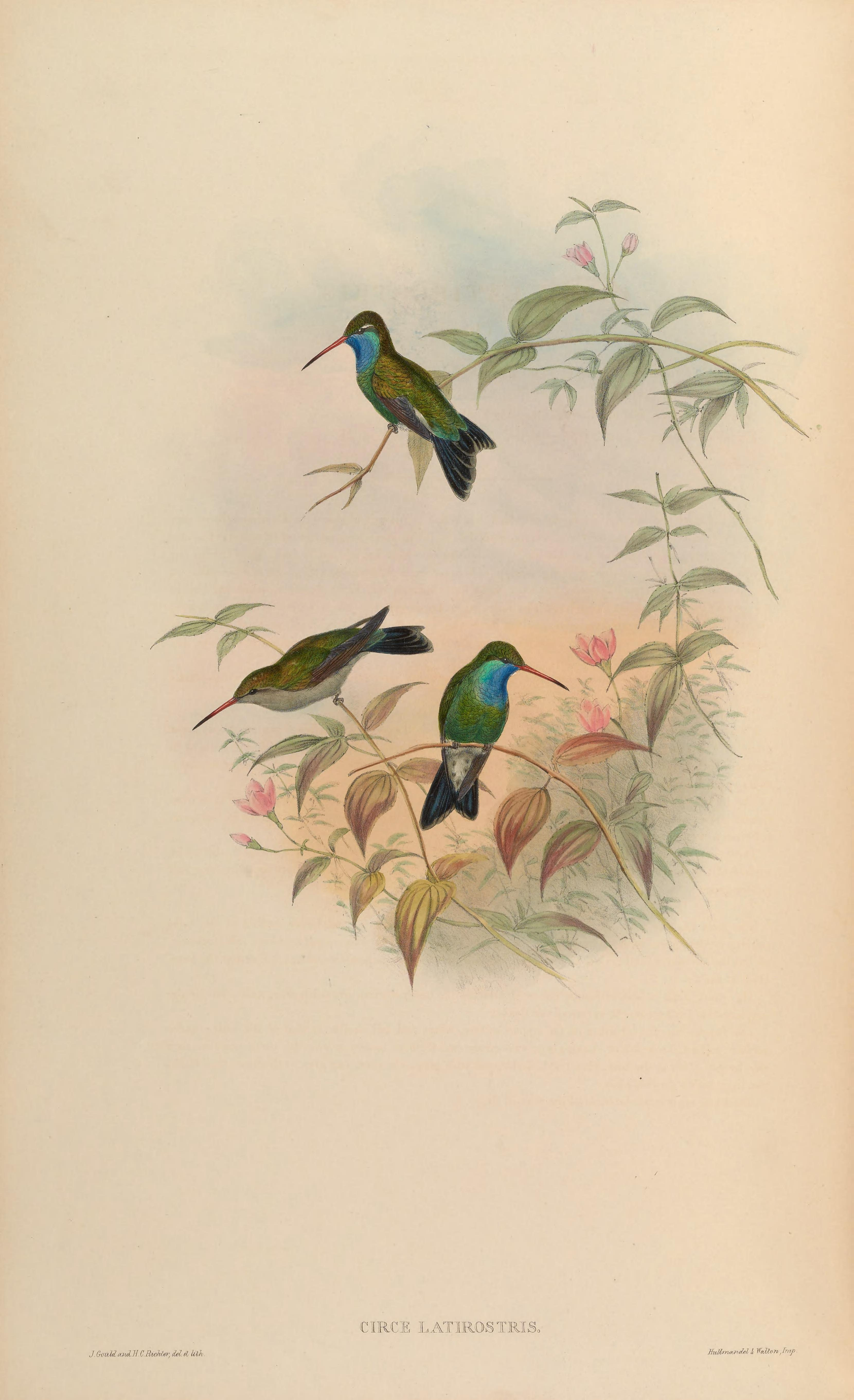
Circe latirostris, sinónimo de Cynanthus latirostris, ilustración de Gould y Richter en A monograph of the Trochilidae, or family of humming-birds 5, 1861.

### Descripción original
La especie C. latirostris fue descrita por primera vez por el ornitólogo británico William Swainson en 1827 bajo el mismo nombre científico; su localidad tipo es: «‘meseta de México’» como probablemente no ocurre allí, fue posteriormente designado «valle de México, cerca de ciudad de México».

### Etimología
El nombre genérico masculino «Cynanthus» se compone de las palabras del griego «kuanos» que significa ‘azul oscuro’, y «anthos» que significa ‘florecer’; y el nombre de la especie «latirostris», se compone de las palabras del latín «latus» que significa ‘ancho’, y «rostris» que significa ‘de pico’.

### Taxonomía
La especie Cynanthus doubledayi, el colibrí piquiancho de Guerrero,  fue tratada como subespecie de la presente por algunos y como especie plena por otros, con soporte de datos genéticos; la especie Cynanthus lawrencei, el colibrí piquiancho de Tres Marías, tradicionalmente tratada como una subespecie de la presente fue separada como especie plena con base en significativas diferencias de plumaje comparables a las diferencias de otras especies en el género, confirmado por las evidencias genéticas, que demostraron que las especies han divergido entre 1,32 y 3,03 millones de años atrás. Ambas fueron reconocidas como especies separadas por el Comité de Clasificación de Norte y Mesoamérica (N&MACC) en la Propuesta 2022-A-20

### Hibridación
Se registran híbridos de la presente especie con Archilochus alexandri, Calypte anna, Calypte costae, Cynanthus doubledayi, Basilinna leucotis, Ramosomyia violiceps y Saucerottia beryllina.

### Subespecies
Según las clasificaciones del Congreso Ornitológico Internacional (IOC) y Clements Checklist/eBird  se reconocen tres subespecies, con su correspondiente distribución geográfica:
- Cynanthus latirostris magicus (Mulsant & J. Verreaux, 1872 – se reproduce desde el sur de Arizona y el suroeste de Nuevo México hacia el sur a lo largo de la Sierra Madre Occidental hasta Colima y Aguascalientes; las poblaciones más septentrionales migran al sur para pasar el invierno.
- Cynanthus latirostris latirostris Swainson, 1827 – residente en el centro-este de México desde Nuevo León, San Luis Potosí y Tamaulipas hacia el sur hasta el norte de Veracruz, Morelos y el valle de México.
- Cynanthus latirostris propinquus Moore, 1939 – residente en el centro de México, desde Guanajuato hasta el norte de Guerrero, pasando por Michoacán.